# Рондинья
Рондинья (порт. Rondinha)  —  муниципалитет в Бразилии, входит в штат Риу-Гранди-ду-Сул. Составная часть мезорегиона Северо-запад штата Риу-Гранди-ду-Сул. Входит в экономико-статистический  микрорегион Фредерику-Вестфален. Население составляет 5354 человека на 2006 год. Занимает площадь 252,235 км². Плотность населения — 21,2 чел./км².

## История
Город основан 28 марта 1965 года. 

## Статистика
- Валовой внутренний продукт на 2003 составляет 64.528.685,00 реалов (данные: Бразильский институт географии и статистики).
- Валовой внутренний продукт на душу населения на 2003 составляет 11.322,81 реалов (данные: Бразильский институт географии и статистики).
- Индекс развития человеческого потенциала на 2000 составляет 0,813 (данные: Программа развития ООН).